# Mihail Hărdău
Mihail Hărdău (n. 15 decembrie 1947, Ocna Mureș, România) este inginer, politician (senator și prefect), respectiv profesor universitar de rezistența materialelor român.
A fost al doilea din cei doi miniștri ai educației și cercetării (celălalt fiind Mircea Miclea) în primul din cele două guverne Tăriceanu (10 noiembrie 2005 - 5 aprilie 2007)).

## Biografie

### Primii ani, educație
Mihail Hărdău s-a născut la data de 15 decembrie 1947 în orașul Ocna Mureș, aflat pe atunci în județul Alba (interbelic). După absolvirea în anul 1965 a Liceului Teoretic din Ocna Mureș, a urmat cursurile Facultății de Mecanică din cadrul Institutului Politehnic din Cluj, obținând diploma de inginer.

### Activitate profesională
După absolvirea facultății, a lucrat ca inginer la I.M.A.I.A. Sibiu (august 1972-septembrie 1978), apoi, în septembrie 1978, a devenit cadru universitar la Facultatea de Mecanică din cadrul Institutului Politehnic din Cluj. În anul 1990 a obținut titlul științific de Doctor inginer în specializarea Tehnologia construcțiilor de mașini (TCM) cu teza "Contribuții privind profilarea rotoarelor cu doi lobi de la suflantele pentru transport pneumatic". În prezent, Mihail Hărdău deține gradul de didactic de profesor universitar la Universitatea Tehnică Cluj-Napoca (UTCN) (din 1995).
A urmat stagii de perfecționare la universități din alte țări: Universitatea din Annecy, INSA Toulouse, Universitatea din Poitiers (Franța) și la Universitatea din Wuppertal (Germania). A  realizat un nou laborator destinat disciplinei "Metoda Elementului Finit".
Mihail Hărdău este membru al Consiliului Profesoral al Facultății de Mecanică din cadrul UTCN și membru al Senatului UTCN. De asemenea, a deținut funcțiile de șef al Catedrei de Rezistența materialelor din cadrul UTCN; redactor la Buletinul Științific al Universității Tehnice, secția Materiale, Construcții de mașini; expert evaluator al Consiliului Național al Cercetării Științifice din Invățământul Superior etc. Predă disciplinele de Rezistența materialelor și Metoda Elementului Finit (MEF).

### Activitate politică, funcții publice
Înscris ca membru în Partidul democrat în anul 1996, Mihail Hărdău a deținut funcțiile de vicepreședinte al Biroului Permanent Județean Cluj (1997-2001); președinte al Biroului Permanent Local Cluj-Napoca (2001); precum și de responsabil zonal în cadrul Biroului Permanent Județean al P.D.
Între anii 2000-2004 a fost consilier județean al CJ Cluj, membru al Delegației permanente, președinte al comisiei de specialitate - Asistență socială, tineret și sport. Ca urmare a alegerilor locale din anul 2004, este reales drept consilier județean, președinte al comisiei de specialitate nr.3 - Comisia de amenajarea teritoriului, urbanism și investiții (23 iunie 2004 - 8 ianuarie 2005). A fost și președinte al Autorității Teritoriale de Ordine Publică (2004). În data de 8 ianuarie 2005, a fost numit în funcția de prefect al județului Cluj.

### Ministru al educației și cercetării
La data de 10 noiembrie 2005, Mihail Hărdău a fost numit în funcția de ministru al educației și cercetării în primul din cele două guverne Tăriceanu.
A fost înlocuit din funcție la data de 5 aprilie 2007, odată cu restructurarea guvernului prin ieșirea Partidului Democrat de la guvernare. În bilanțul prezentat ofată cu încheierea mandatului, el a prezentat ca realizări faptul că, în timpul mandatului său, învățământul a avut cei mai mulți bani (fiind alocați suplimentar pentru educație 1,1 miliarde de euro). Au fost achiziționate 679 de microbuze școlare.

## Activitate științifică
Mihail Hărdău este autorul a 12 cărți didactice, a 101 articole științifice (la 77 dintre ele fiind autor unic sau principal) și a 19 lucrări științifice prezentate la conferințe internaționale. A elaborat studii analitice și experimentale prin tensometrie electrică rezistivă, prin fotoelasticimetrie și determinări numerice prin Metoda Eelementului Finit (MEF). De asemenea, el este membru al Asociației Române de Tensometrie (ARTENS).
A participat la un număr mare de simpozioane de metode experimentale în mecanica solidului de la Baden-Viena, în Austria (1994), la Sopron - Ungaria (1995), la Teplice - Slovacia (1996), la Porec - Croația (1997), la Praga (2000), la Steyr - Austria (2001) respectiv la Gyor - Ungaria (2003), la Congresul de mecanică de la Strasbourg în Franța (1995) și la Congresul de mecanică aplicată de la Ostinek în Polonia (1996).
De asemenea, a publicat lucrări la Trieste în Italia (1992), la Düsseldorf în Germania (1992) respectiv în Journal of Mechanical Design, MD-03-1112, USA, (2003). Mihail Hărdău este căsătorit.